# Кирил Обретенов
Кирил Христов Обретенов е български политик от „БРСДП (обединена)“.

## Биография
Роден е на 25 октомври 1899 г. в русенското село Табан, днес Сандрово. През 1924 г. завършва право в Софийският университет. В периода 1925 – 1944 г. работи като адвокат. Членува в БРСДП (обединена). Бил е подпредседател на бюрото на XXVI ОНС (1945 – 1946).